# Leopold Kern (Politiker, 1857)
Leopold Kern (* 10. November 1857 in Schlägl; † 8. September 1903 in Linz) war römisch-katholischer Priester und Abgeordneter zum Österreichischen Abgeordnetenhaus.

## Leben
Leopold Kern war Sohn des Müllers Matthias Kern († 1918). Nach dem Besuch einer Volksschule in Aigen ging er von 1868 bis 1876 auf das Jesuitengymnasium am Freinberg in Linz und machte die Matura am Staatsgymnasium in Linz als Privatist. Ab 1876 studierte er Philosophie und Theologie an der Universität Gregoriana in Rom. Er promovierte im Jahr 1879 zum Dr. phil. in Rom, hatte seine Priesterweihe 1882 und promovierte im Jahr 1883 auch zum Dr. theol. in Rom. Er wurde 1883 Kooperator in Steyr und war von 1885 bis 1887 auch Redakteur der „Steyrer Zeitung“.. Im Jahr 1887 wurde er Domprediger und Direktor der Barmherzigen Schwestern (Krankenhaus, Landes-Irrenanstalt etc.) und des katholischen Waisenhauses in Linz. 1893 war er Gründungsmitglied des Katholisch-politischen Arbeitervereins in Linz. Er war auch Mitglied des Ausschusses und ab 1897 Herausgeber der Vereinszeitschrift „Volksbote“ des Katholischen Volksvereins für Oberösterreich.
Er war Konsistorialrat, ab 1901 Geistlicher Rat und im Jahr 1902 wurde ihm das Offizierskreuz des Franz-Joseph-Ordens verliehen.
Er starb am 8. September 1903 im Alter von 45 Jahren an einer Lungen- und Nierenentzündung. 
Er war römisch-katholisch und blieb zeit seines Lebens ledig.

## Politische Funktionen
Leopold Kern war vom 27. März 1897 bis zu seinem Tod am 8. September 1903 Abgeordneter des Abgeordnetenhauses im Reichsrat (IX. und X. Legislaturperiode) und war dort für die Kurie Oberösterreich, allgemeine Wählerklasse 2 (Steyr, Weyer, Kremsmünster, Neuhofen, St. Florian, Enns, Gmunden, Ischl, Kirchdorf, Grünburg, Windischgarsten, Vöcklabruck, Schwanenstadt, Mondsee, Frankenmarkt) zuständig. Sein Nachfolger war Georg Baumgartner.

## Klubmitgliedschaften
Leopold Kern war ab 1897 Mitglied im Klub der Katholischen Volkspartei und ab 1901 im Zentrum-Klub.